# 家族の日/アブラゼミ♀（大阪バージョン）-ピアノ・バージョン-
「家族の日/アブラゼミ♀（大阪バージョン）-ピアノ・バージョン-」（かぞくのひ/アブラゼミメス・おおさかバージョン・ピアノ・バージョン）は、日本の歌手・misonoの11作目のシングル。

## 概要
- 前作「二人三脚」から4か月ぶりにして、「ホットタイム/A. 〜answer〜」以来6作ぶりの両A面シングル[1]。
- ジャケットはウェディングドレス姿で撮影された[1]。
- カップリング2曲目は関西テレビ系『こどものうた』のテーマソングに起用された[注 1][2]。表題曲がノンタイアップなのは「十人十色」以来3作ぶりとなった。
- ジャケットの異なるCD+DVD規格とCD規格の2形態で発売され、DVDには表題1曲目のビデオクリップと今作のスポットCM、misonoからのコメント映像が収録された。

## 収録曲
| #         | タイトル                                                   | 作詞         | 作曲       | 編曲               | 時間  |
| --------- | ---------------------------------------------------------- | ------------ | ---------- | ------------------ | ----- |
| 1.        | 「家族の日」                                               | misono       | 所ジョージ | 井上慎二郎         | 5:25  |
| 2.        | 「アブラゼミ♀（大阪バージョン）-ピアノ・バージョン-」      | カシアス島田 | ユウキ     | 扇谷研人           | 8:26  |
| 3.        | 「music letter」                                           | misono       | misono     | 扇谷研人           | 6:15  |
| 4.        | 「アブラゼミ♀（大阪バージョン）-TVサイズ-」(misono&ヒロシ) | カシアス島田 | ユウキ     | 斎藤文護、岩室晶子 | 3:05  |
| 5.        | 「家族の日 -Instrumental-」                                |              | 所ジョージ | 井上慎二郎         | 5:24  |
| 合計時間: | 合計時間:                                                  | 合計時間:    | 合計時間:  | 合計時間:          | 28:35 |

### 解説
1. 家族の日
2. アブラゼミ♀（大阪バージョン）-ピアノ・バージョン-
misono&ヒロシ名義による楽曲のmisonoソロでのピアノバージョン。
3. music letter
4. アブラゼミ♀（大阪バージョン）-TVサイズ-
misono&ヒロシ名義による楽曲のテレビサイズバージョン。
5. 家族の日 -Instrumental-
表題1曲目のインストゥルメンタルバージョン。

## 参加ミュージシャン
- misono：Vocal (#1〜4)

support musician
- 品川祐：Vocal (#4)
- 井上慎二郎：All Instsuments (#1,5)
- 扇谷研人：Piano (#2)、Keyboards (#3)

## タイアップ
- 関西テレビ系ミニ番組『こどものうた』2008年10月度テーマソング (#4)

## 収録アルバム
- Me (#1,3 Me Ver.)